# Ústav zemědělských a potravinářských informací
Ústav zemědělských a potravinářských informací byl státní příspěvkovou organizací spadající pod Ministerstvo zemědělství ČR, jejímž cílem bylo šíření informací a poradenství v oborech zemědělství a potravinářství. Ústav vzniká v roce 1993 sloučením Ústavu vědeckotechnických informací pro zemědělství (ÚVTIZ) a Střediska technických informací Výzkumného ústavu potravinářského průmyslu. Tato instituce sídlila v Domě zemědělské osvěty na pražských Vinohradech a po celé ČR se nacházeli územní pracoviště a informační střediska. Pod ústav spadly Zemědělská a potravinářská knihovna, Vydavatelství UZPI, Informační centrum pro bezpečnost potravin, internetový portál Agronavigator. Ústav pořádal různé přednášky, workshopy a mezinárodní konference. Dne 30. června 2008 byl výnosem Ministerstva zemědělství ČR zrušen, sloučením do Ústavu zemědělské ekonomiky a informací.